# Ghiandola pineale
La ghiandola pineale, o epìfisi, è una ghiandola endocrina del cervello dei vertebrati.
Essa sporge all'estremità posteriore del terzo ventricolo e appartiene all'epitalamo.
È collegata mediante alcuni fasci nervosi pari e simmetrici (peduncoli epifisari) alle circostanti parti nervose. Le sue cellule, dette pinealociti, producono la melatonina, che regola il ritmo circadiano sonno-veglia reagendo alla poca luce e influisce sull'attività delle ovaie.
Si ipotizza che l'alterazione dell'attività della ghiandola pineale (indotta da talune sostanze) possa avere un ruolo nello sviluppo della dipendenza da droghe.
La ghiandola è nota fin dall'era antica e si caratterizza per la sua calcificazione in età matura.
Le sue dimensioni sono di circa un centimetro di lunghezza per mezzo di larghezza, e il suo peso si aggira intorno al mezzo grammo.
L'influenza di tale ghiandola sul ritmo circadiano ha trovato conferma nell'osservazione della reazione dell'organismo dopo un volo transcontinentale: l'organismo stesso necessita di un certo tempo per adeguarsi al nuovo ritmo luce-buio nel corso delle 24 ore (fenomeno definito jet lag o discronia circadiana) e la durata del periodo di adattamento è sensibilmente ridotta a seguito di assunzione orale di melatonina.

## Fisiologia

### Embriologia
L'epifisi si origina dall'ectoderma.
Dal punto di vista filogenetico essa origina altresì da cellule fotorecettoriali sensibili alla luce e capaci di generare un impulso elettrico.
Gli antenati dei mammiferi hanno sviluppato nel corso dell'evoluzione un intricato sistema nervoso che permettesse agli impulsi provenienti dai recettori retinici oculari di raggiungere l'epifisi, per cui questo vero e proprio occhio pineale è andato perduto, mantenendo solo la struttura neuroendocrina interna..

### Istologia

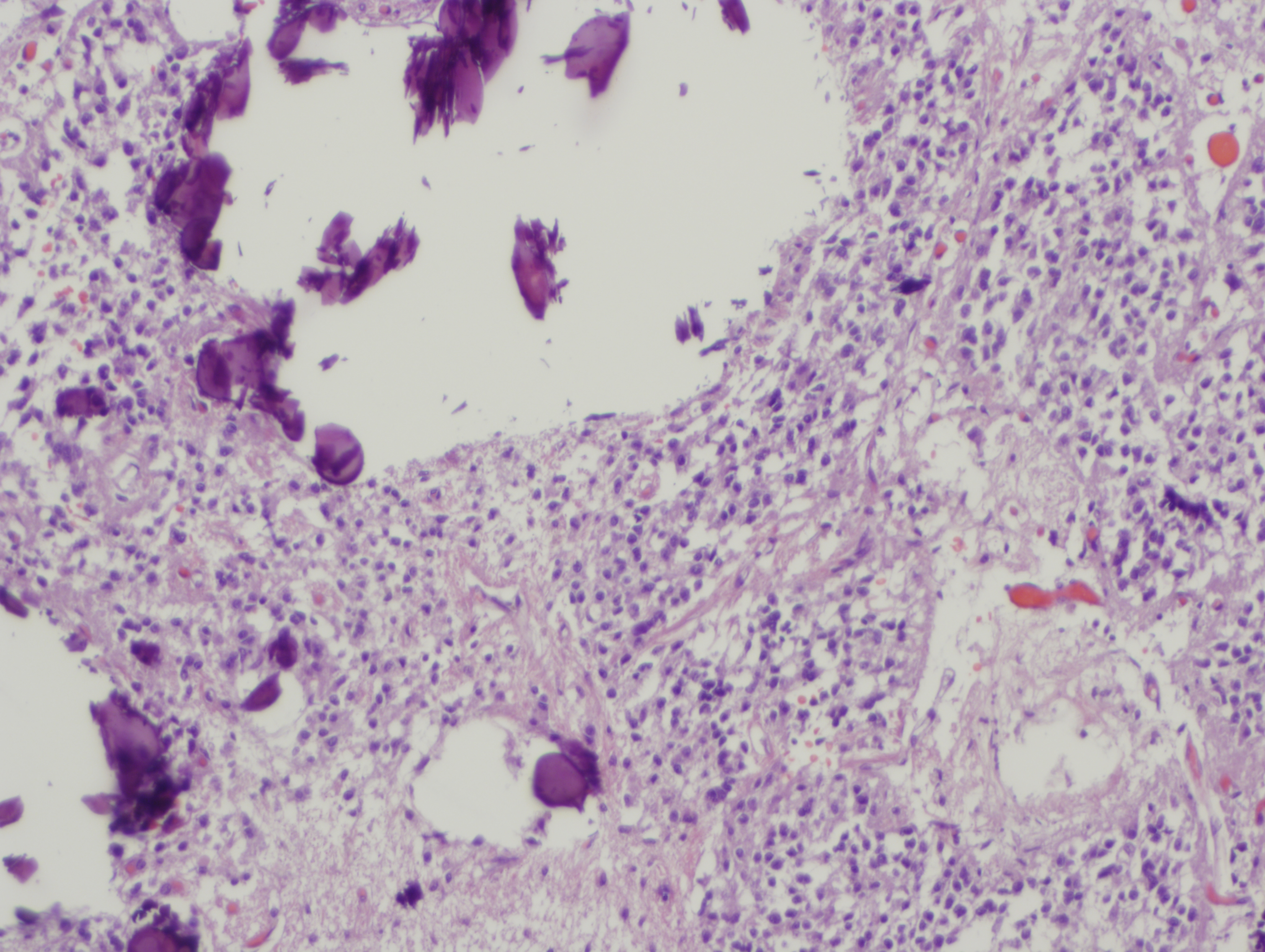
Pinealocita di una ghiandola pineale con calcificazioni

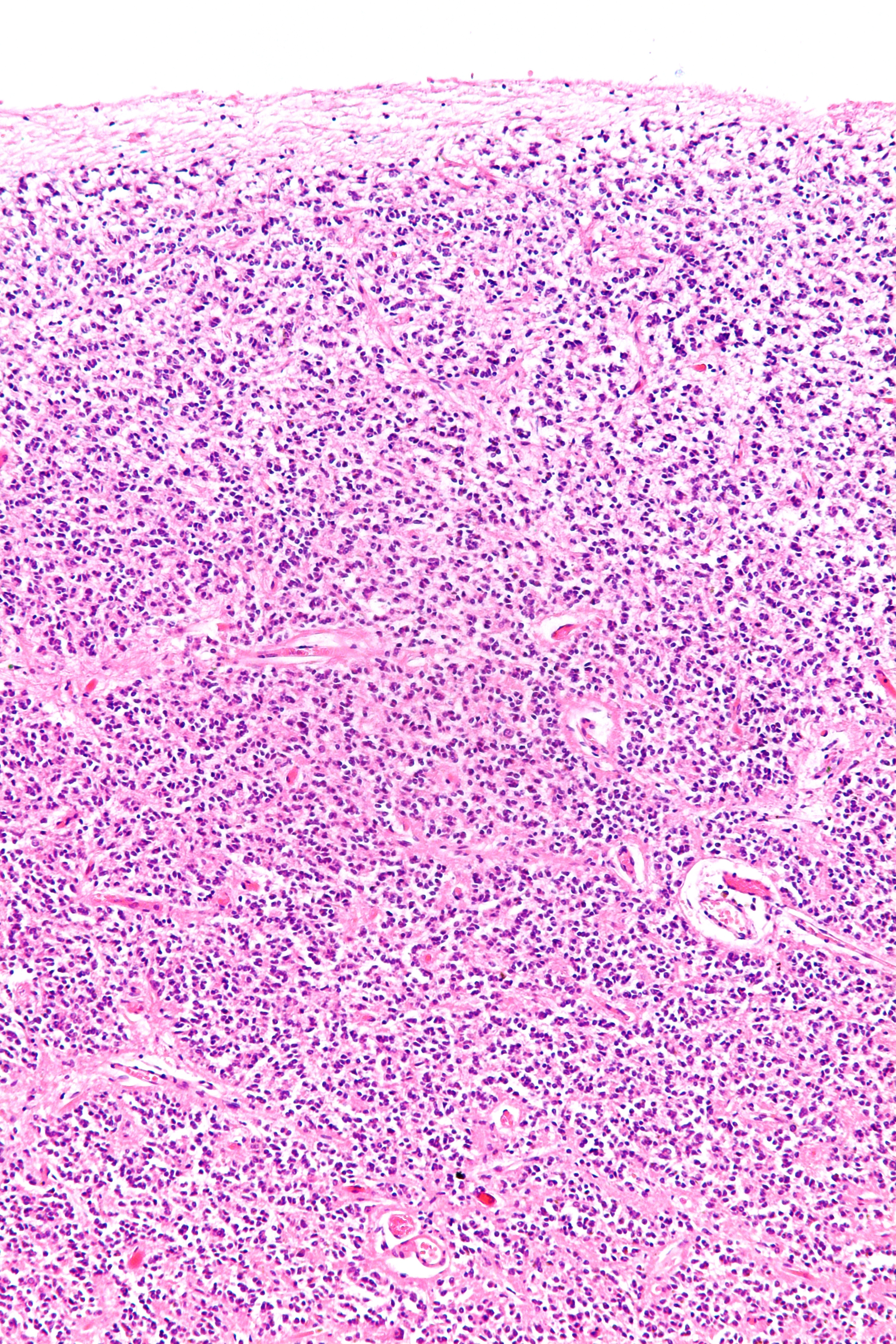
Immagine a ingrandimento intermedio di una ghiandola pineale

Il parenchima epifisario è organizzato in strutture cordonali.
Al suo interno vi sono due tipi di cellule: quelle parenchimali o pinealociti e quelle interstiziali, come da schema sottostante:
| Tipo di cellule       | Descrizione |
| --------------------- | --- |
| Cellule parenchimali  | Anche dette pinealociti, sono deputate alla sintesi di melatonina. Sono di origine neuroepiteliale e presentano aspetto epitelialoide. Il metodo di impregnazione argentea mette in evidenza la basofilia del citoplasma e l'aspetto dendritico (con sottili e lunghi prolungamenti che terminano in prossimità dei capillari). Inoltre i pinealociti producono una matrice proteica che va incontro a calcificazione. Infatti anche dopo la pubertà sono presenti concrezioni calcaree denominate acervuli. |
| Cellule interstiziali | Esse costituiscono l'aliquota stromale. Sono elementi gliali modificati, anch'essi di origine neuroepiteliale. Sono presenti fagociti, immersi tra le cellule interstiziali e in prossimità dei capillari che irrorano l'epifisi. Questi svolgono il ruolo di APC. |

### Vascolarizzazione
L'epifisi appartiene alla famiglia degli organi circumventricolari (pertanto risulta sprovvista di barriera ematoencefalica).
Ciononostante la ghiandola pineale è un organo altamente vascolarizzato.
In particolare, il sangue arterioso giunge tramite le arterie coroidee posteriori, mentre quello venoso affluisce nelle vene cervicali interne.

### Innervazione

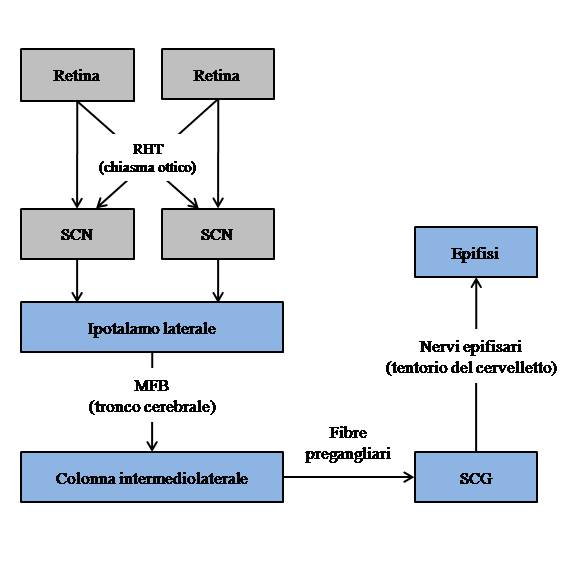
Innervazione dell'epifisi di un mammifero.
SCG = ganglio cervicale superiore; SCN = nucleo soprachiasmatico; MFB = fascio prosencefalico mediale; RHT = fascio retinoipotalamico

L'epifisi riceve informazioni fotosensoriali provenienti dall'occhio da canali neuronali indiretti.
La luce percepita dalle cellule gangliari retiniche viene trasformata in impulso elettrico e trasferita al nucleo soprachiasmatico (SCN) tramite il fascio retinoipotalamico (RTH).
In seguito, l'impulso passa all'ipotalamo laterale; da qui al tronco cerebrale tramite il fascio prosencefalico mediale e alla colonna intermediolaterale della porzione cervicale del midollo spinale.
A questo punto l'impulso giunge al ganglio cervicale superiore e da qui nel tentorio del cervelletto.
Infine attraverso i nervi epifisari giunge all'epifisi.

### Secrezione della melatonina
La melatonina è una sostanza prodotta dai pinealociti a partire dal neurotrasmettitore serotonina (5-idrossi-triptamina) per N-acetilazione e ossi-metilazione, in virtù del fatto che tali cellule contengono l'enzima idrossi-indolo-ossi metil transferasi (HIOMT), enzima marker dell'epifisi.
La ghiandola pineale si trova a stretto contatto con il liquido cefalorachidiano.
Per spiegare la presenza degli ormoni pineali nel plasma e nelle urine è stata ipotizzata una secrezione pineale anche a livello vascolare.
La sede principale di azione della melatonina è nel cervello, ma può agire direttamente anche sulla ghiandola ipofisaria e su altri organi periferici.
Anche i livelli liquorali, ematici e urinari della melatonina variano in relazione alla luminosità ambientale con picchi nelle ore in cui quest'ultima è scarsa.

## Storia degli studi sulla ghiandola pineale

### Antichità

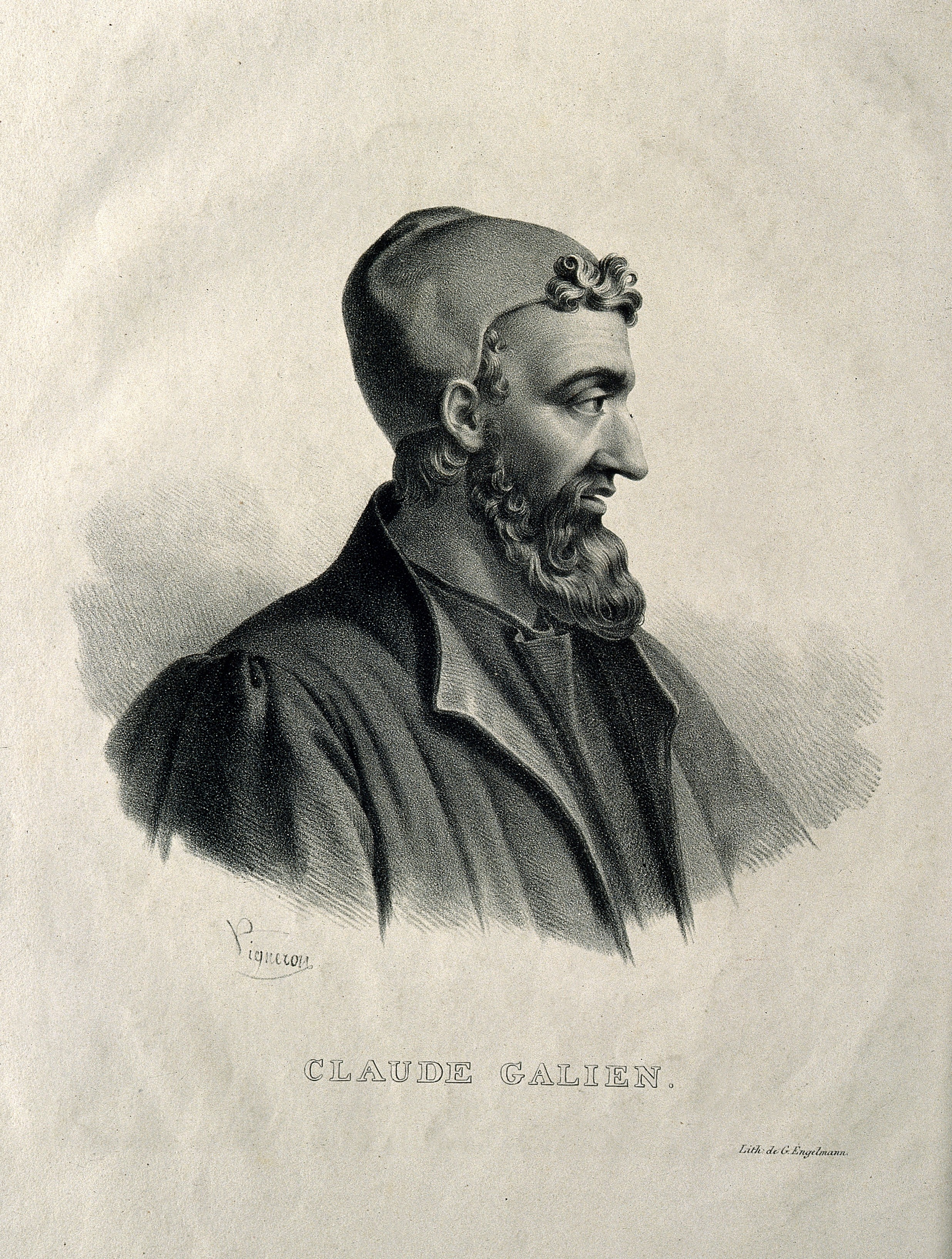
Galeno (Vignéron, litografia)

La prima descrizione e le prime speculazioni sulla ghiandola pineale si trovano nei voluminosi scritti di Galeno, che trattò la ghiandola pineale nel suo De usu partium.
In esso Galeno spiega che la ghiandola deve il suo nome alla sua somiglianza, per forma e dimensioni, a un pinolo.
La chiamò ghiandola a causa del suo aspetto ed equiparò la sua funzione a quella delle altre ghiandole del corpo, che nella sua concezione servivano principalmente come sostegno ai vasi sanguigni.
Galeno si oppose fermamente a una concezione all'epoca diffusa secondo la quale la ghiandola pineale regola il flusso di spirito, sostanza vaporosa di cui si riteneva fossero pieni i ventricoli cerebrali.
Galeno rifiutò questa idea innanzitutto perché la ghiandola pineale è attaccata all'esterno del cervello e non può muoversi autonomamente e, quindi, non avrebbe potuto orientare il flusso di spirito nei ventricoli dell'encefalo.
Egli, infatti, sostenne che il verme cerebellare (posto nella parte mediana del cervelletto) fosse più qualificato a svolgere tale funzione.
Più tardi le teorie di Galeno furono riprese per espanderle o talora modificarle.
Nemesio di Emesa, per esempio, le ampliò aggiungendovi l'idea della localizzazione ventricolare, secondo la quale a ogni parte del cervello corrisponde una diversa facoltà: al ventricolo anteriore l'immaginazione, al ventricolo mediano la ragione e a quello posteriore la memoria.
Tale teoria rimase in voga fino alla metà del XVI secolo.

### Medioevo
In un trattato chiamato Sulla differenza tra spirito e anima Qusta ibn Luqa combinò le teorie di Nemesio e la concezione di Galeno riguardante la regolazione dello spirito attraverso il verme cerebellare.
A tal proposito applicò la sua teoria per giustificare il flusso di coscienza: secondo le sue ipotesi, coloro che volevano ricordare guardavano in alto in modo che questa appendice vermiforme aprisse il passaggio e permettesse il fluire della memoria.
Coloro che volevano pensare, al contrario, guardavano in basso in modo che si chiudesse il passaggio e lo spirito della ragione non fosse corrotto da quello della memoria.
Il trattato di Qusta influenzò molto la scolastica europea medioevale.

Mondino dei Liuzzi, Anathomia, 1541

In molti testi medioevali, tra i quali quelli di Mondino dei Liuzzi, a tale appendice vermiforme fu dato il termine pinea, comportando una certa ambiguità, in quanto esso poteva riferirsi sia al verme cerebellare sia alla ghiandola pineale.

### Rinascimento
All'inizio del XVI secolo l'anatomia fece progressi e una prima lettura più scientifica della ghiandola pineale fu resa pubblica: Niccolò Massa scoprì che i ventricoli cerebrali non sono riempiti di spirito ma di fluido (il liquido cerebrospinale).
Andrea Vesalio, inoltre, respinse tutte le teorie riguardanti la localizzazione ventricolare e quelle secondo le quali la ghiandola pineale o il verme cerebellare regolano il flusso di spirito, dissolvendo l'ambiguità creatasi nel Medioevo.

### Epoca moderna

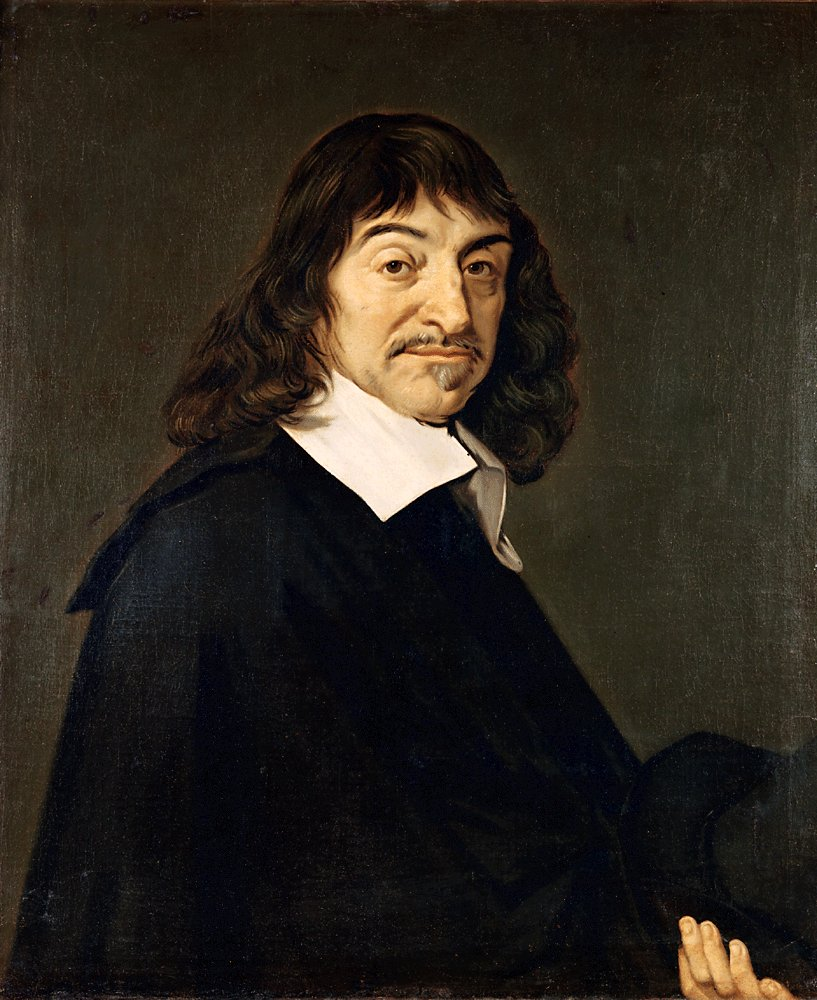
Ritratto di René Descartes di Frans Hals

#### Visione cartesiana
Come si vede che questa ghiandola è la principale sede dell'anima.
Mi sono convinto che l'anima non può avere in tutto il corpo altra localizzazione all'infuori di questa ghiandola, in cui esercita immediatamente le sue funzioni, perché ho osservato che tutte le altre parti del nostro cervello sono doppie, a quel modo stesso che abbiamo due occhi, due mani, due orecchi, come, infine, sono doppi tutti gli organi dei nostri sensi esterni. Ora, poiché abbiamo d'una cosa, in un certo momento, un solo e semplice pensiero, bisogna di necessità che ci sia qualche luogo in cui le due immagini provenienti dai due occhi, o altre duplici impressioni provenienti dallo stesso oggetto attraverso gli organi duplici degli altri sensi, si possano unificare prima di giungere all'anima, in modo che non le siano rappresentati due oggetti invece di uno: e si può agevolmente concepire che queste immagini, o altre impressioni, si riuniscano in questa ghiandola per mezzo degli spiriti che riempiono le cavità del cervello; non c'è infatti nessun altro luogo del corpo dove esse possano esser così riunite, se la riunione non è avvenuta in questa ghiandola»
()
Cartesio era molto interessato all'anatomia e alla fisiologia umana. Egli tratta largamente della ghiandola pineale, in particolar modo nel trattato De homine e nel suo ultimo libro Le passioni dell'anima.

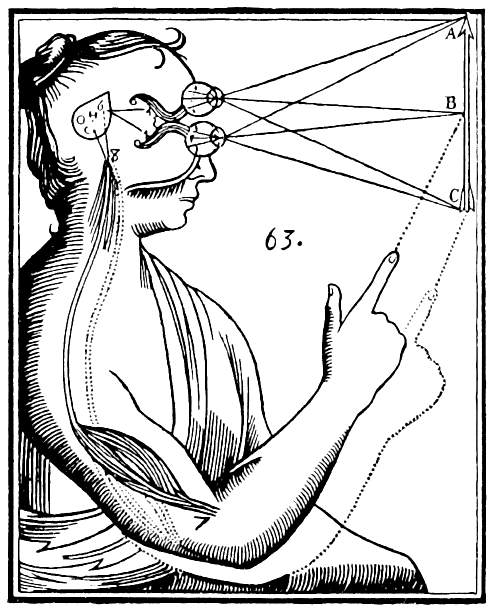
Relazione tra la percezione e la ghiandola pineale secondo Cartesio

Il punto di vista del "De homine” è puramente meccanicistico: in esso infatti Cartesio vede il corpo come nient'altro che una macchina le cui funzioni sono riducibili ai principi fisici della meccanica classica. Non a caso, le teorie cartesiane saranno tra le principali ispiratrici della dottrina medica iatromeccanica. All'interno di questa macchina la ghiandola pineale gioca un ruolo centrale, poiché coinvolta nella percezione, immaginazione, memoria e nella causalità dei movimenti corporei.

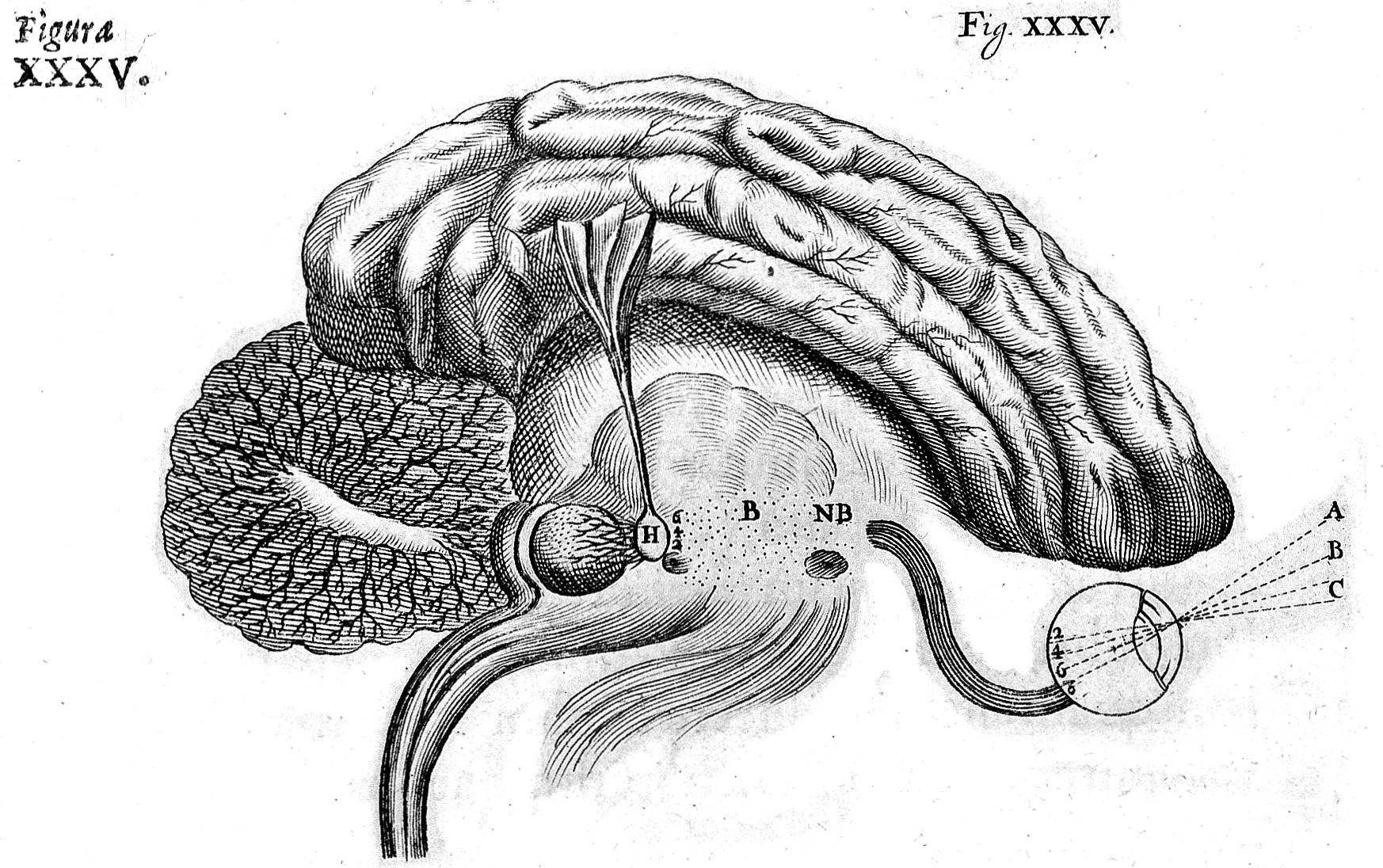
Cartesio, diagramma del cervello e del sistema nervoso

Molte delle supposizioni anatomiche e fisiologiche base di Cartesio erano totalmente sbagliate, non solo per la nostra epoca, ma anche alla luce di ciò che era già noto al suo tempo. Innanzitutto Cartesio pensava che la ghiandola pineale fosse sospesa in mezzo ai ventricoli, mentre non lo è, come già sottolineato da Galeno; pensava che fosse piena di “spiriti animali”, trasportati da piccole arterie, mentre già Galeno confermava che a circondare la ghiandola vi fossero più vene che arterie; descrisse questi spiriti animali come un vento molto fine, o come una fiamma pura e vivace che gonfia i ventricoli, ma Massa aveva scoperto un secolo prima che i ventricoli sono pieni di liquido e non di spirito.
Le passioni dell'anima potrebbe essere visto come una continuazione del trattato Sull'uomo: molti dei temi discussi in esso riguardanti la ghiandola pineale ricorrono. Cartesio approfondisce maggiormente il concetto di anima e corpo, e il ruolo della ghiandola pineale acquista una maggiore importanza dal momento in cui essa è la sede principale dell'anima, nella quale la "res extensa" si unisce alla "res cogitans".

#### Sviluppi scientifici
Negli studi scientifici sulla ghiandola pineale, vi furono pochi progressi fino alla seconda metà del diciannovesimo secolo. Nel 1828, Magendie poté avanzare ancora la teoria che Galeno aveva liquidato. Suggerì che fosse una valvola designata ad aprire e chiudere l'acquedotto cerebrale. Verso la fine del diciannovesimo secolo, comunque, la situazione cominciò a cambiare. Innanzitutto, diversi scienziati lanciarono indipendentemente l'ipotesi che la ghiandola pineale fosse una reliquia filogenica, un vestigio di un terzo occhio dorsale. Infine, gli scienziati iniziarono a supporre che la ghiandola pineale fosse una ghiandola endocrina. Questa teoria fu completamente accettata nel ventesimo secolo: infatti, grazie agli sviluppi scientifici e biochimici, attualmente si ha una conoscenza abbastanza completa delle funzioni svolte dall'epifisi e dai suoi secreti.

## La ghiandola pineale nella cultura
Il ruolo della ghiandola pienale come "occhio-pineale" risulta esaltato in molte correnti di pensiero esoterico. Lo studioso Denis Hollier nel suo studio Against Architecture analizza come nel pensiero filosofico del francese Georges Bataille, l'"occhio-pineale" fosse usato come una metafora del punto-cieco del razionalismo occidentale, e un organo di "eccesso e follia".  

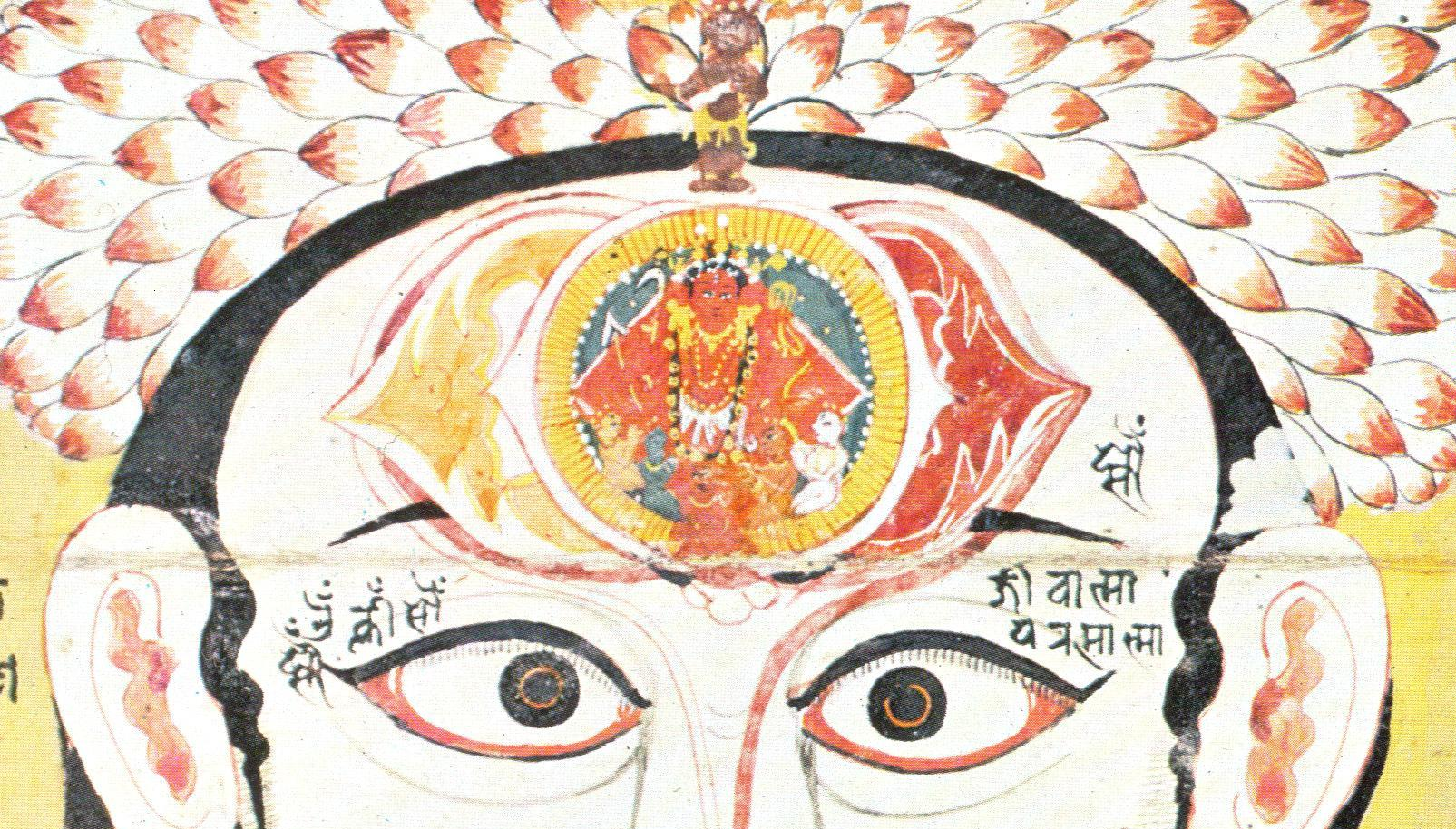
L'Ajna chakra o "occhio di Shiva", in una rappresentazione indiana del XVIII secolo

Secondo la fondatrice della teosofia Helena Petrovna Blavatsky, la ghiandola corrisponderebbe all' "occhio di Shiva" della tradizione induista, sostenendo che la ghiandola pineale dell'uomo moderno fosse una traccia atrofizzata di questo “organo della visione spirituale”.
Rudolf Steiner (fondatore dell'antroposofia) sosteneva invece che nell'epoca lemuriana la ghiandola pineale nell'uomo di allora servisse alla percezione degli stimoli del caldo e del freddo.. Mentre secondo le idee rosacrociane la ghiandola pineale sarebbe associata a uno dei centri psichici dell'uomo. Attraverso opportune metodologie, sarebbe possibile stimolare tale centro psichico e far risvegliare alcune facoltà latenti, proprie dell'uomo ma atrofizzate a causa del loro inutilizzo.
Recenti evidenze nel campo delle neuroscienze tuttavia hanno associato come atti meditativi e contemplativi possano indurre maggiore afflusso di sangue (attivazione) nella regione della pineale. Uno studio pubblicato su Nature Proceedings nel 2007, ha riportato durante sessioni di meditazione attivazioni di specifiche aree tra cui la ghiandola pineale non registrate durante le sessioni di controllo. Più recentemente nel 2025, uno studio del Trinity College di Dublino, pubblicato su Journal of Pineal Research, ha riportato maggiore densità di tessuto (ridotta calcificazione) della ghiandola pineale in un gruppo di meditatori comparato a 969 soggetti sani non meditatori. Queste evidenze scientifiche offrono supporto alle secolari speculazioni riguardo la ghiandola pineale ed il suo possibile ruolo metafisico. 

## Riviste specializzate
- (EN) Russel J. Reiter (a cura di), Journal of Pineal Research, Hoboken, John Wiley & Sons, ISSN 1600-079X (WC · ACNP).